# Kadeisha Buchanan
Kadeisha Buchanan (* 5. November 1995 in Toronto, Ontario) ist eine kanadische Fußballnationalspielerin mit jamaikanischen Eltern. Seit der Saison 2022/23 spielt sie für die Chelsea FC Women, zuvor sechs Spielzeiten für Olympique Lyon.

## Karriere

### Vereine
Während ihres Studiums an der West Virginia University lief Buchanan seit 2013 für das dortige Hochschulteam der West Virginia Mountaineers auf und spielte parallel dazu von 2013 bis 2014 für die W-League-Franchises der Toronto Lady Lynx und Ottawa Fury. Im Sommer 2016 schloss sie sich den Vaughan Azzurri an, für die sie am 26. Juni bei einem 9:0-Sieg über Darby FC debütierte. Buchanan wechselte im Januar 2017 nach Frankreich, wo sie bei Olympique Lyon einen bis zum Sommer 2019 gültigen Vertrag unterschrieb. Mit Lyon gewann sie viermal in Folge die UEFA Women’s Champions League, wobei sie in den ersten beiden Spielzeiten insgesamt neun Einsätze hatte, 2018/19 aber nicht eingesetzt wurde, 2019/20 dann wieder siebenmal eingesetzt wurde. Nach dem fünften Erfolg in der Champions League wechselte sie über den Ärmelkanal nach London zum Chelsea FC Women. Mit den Londonerinnen überstand sie die Gruppenphase der UEFA Women’s Champions League 2022/23 als Gruppensieger und qualifizierte sich für das Viertelfinale.
Am 10. November 2024 zog sie sich beim Liga-Spiel gegen Liverpool einen Kreuzbandriss zu.

### Nationalmannschaft
Buchanan war Teil der kanadischen Nachwuchsnationalmannschaften in den Altersklassen U-15 bis U-20 und nahm unter anderem an der CONCACAF U-17-Meisterschaft 2012, der U-17-Weltmeisterschaft 2012 und der U-20-Weltmeisterschaft 2014 teil. Am 12. Januar 2013 debütierte sie gegen China in der kanadischen A-Nationalmannschaft.
Im Mai 2015 brachte die kanadische Post eine Briefmarke zur WM 2015 in Kanada heraus, die Buchanan und ihre Mitspielerin in der Nationalmannschaft Christine Sinclair zeigt. Am Ende dieses Turniers, bei dem sie mit der Auswahl des Gastgeberlandes das Viertelfinale erreichte, wurde Buchanan als „Beste Junge Spielerin“ ausgezeichnet.
Sie gehörte zum Kader für das Qualifikationsturnier für die Olympischen Sommerspiele 2016, bei dem sich Kanada für die Olympischen Spiele qualifizierte. Sie kam in allen Spielen zum Einsatz und wurde als eine der beiden besten Innenverteidigerinnen ins Allstar-Team des Turniers gewählt. Am 25. Mai 2019 wurde sie für die Fußball-Weltmeisterschaft der Frauen 2019 nominiert. Bei der WM erzielte sie im ersten Spiel gegen Kamerun kurz vor dem Halbzeitpfiff das einzige Tor des Spiels. Auch in den weiteren Spielen wurde sie eingesetzt, schied aber mit ihrer Mannschaft im Achtelfinale gegen den späteren Dritten Schweden aus. Bei einem Einzug ins Viertelfinale wäre sie aber aufgrund der zweiten gelben Karte gesperrt gewesen.
Am 9. Februar 2020 bestritt sie im Finale der Olympiaqualifikation ihr 100. Länderspiel. Im Juni 2021 wurde sie für die wegen der COVID-19-Pandemie um ein Jahr verschobenen Olympischen Spiele nominiert. Beim Gewinn der Goldmedaille kam sie in allen sechs Spielen zum Einsatz und verpasste dabei als einzige Spielerin ihrer Mannschaft keine Minute. Bei der CONCACAF W Championship 2022 wurde sie in allen fünf Spielen eingesetzt, verlor aber im Finale mal wieder gegen die USA. Bereits durch den Halbfinaleinzug hatten sich die Kanadierinnen für die Fußball-Weltmeisterschaft der Frauen 2023 in Australien und Neuseeland qualifiziert.
Am 9. Juli 2023 wurde sie für die WM 2023 nominiert, kam in jedem der drei Spiele ihres Teams zum Einsatz und schied mit ihrer Mannschaft nach der Vorrunde aus.
Beim olympischen Fußballturnier kam sie in den vier Spielen der Kanadierinnen zum Einsatz, die als Gruppensieger das Viertelfinale erreichten, wo sie auf Deutschland trafen und nach 120 torlosen Minuten mit 2:4 im Elfmeterschießen verloren, bei dem sie nicht zu den kanadischen Schützinnen gehörte.
Ihren bisher letzten Einsatz hatte sie im Oktober 2024 bei einem 1:1 gegen Weltmeister Spanien. Verletzungsbedingt konnte sie danach noch nicht wieder eingesetzt werden.

## Erfolge
- UEFA-Women’s-Champions-League-Siegerin 2016/17, 2017/18, 2019/20 und 2021/22 sowie 2018/19 ohne Einsatz
- Französische Meisterin 2016/17, 2017/18, 2018/19 und 2021/22
- Französische Pokalsiegerin 2016/17, 2018/19 und 2019/20
- Bronzemedaille bei den Olympischen Spielen 2016
- Olympiasiegerin 2021
- Englische Meisterin 2022/23 und 2023/24
- Pokalsiegerin 2022/23

## Ehrungen
- Beste Junge Spielerin bei der Fußball-Weltmeisterschaft der Frauen 2015
- Kanadische Fußballerin des Jahres: 2015, 2017, 2020
- Kanadische Fußballerin des Jahres (U-20): 2013, 2014
- Aufnahme in die Weltauswahl 2015[14]